# Forest Hills (Pennsylvania)
Forest Hills  è una borough degli Stati Uniti d'America, nella contea di Allegheny nello Stato della Pennsylvania. Secondo il censimento del 2000 la popolazione è di 6.831 abitanti.

## Società

### Evoluzione demografica
La composizione etnica vede una prevalenza della razza bianca (94,73%) seguita da quella afroamericana (2,99%), alla data del 2000.
| borough di Forest Hills Popolazione |       |
| 2000                                | 6.831 |
| Stima al 01-07-07                   | 6.286 |